# Ghassan Abu-Sittah

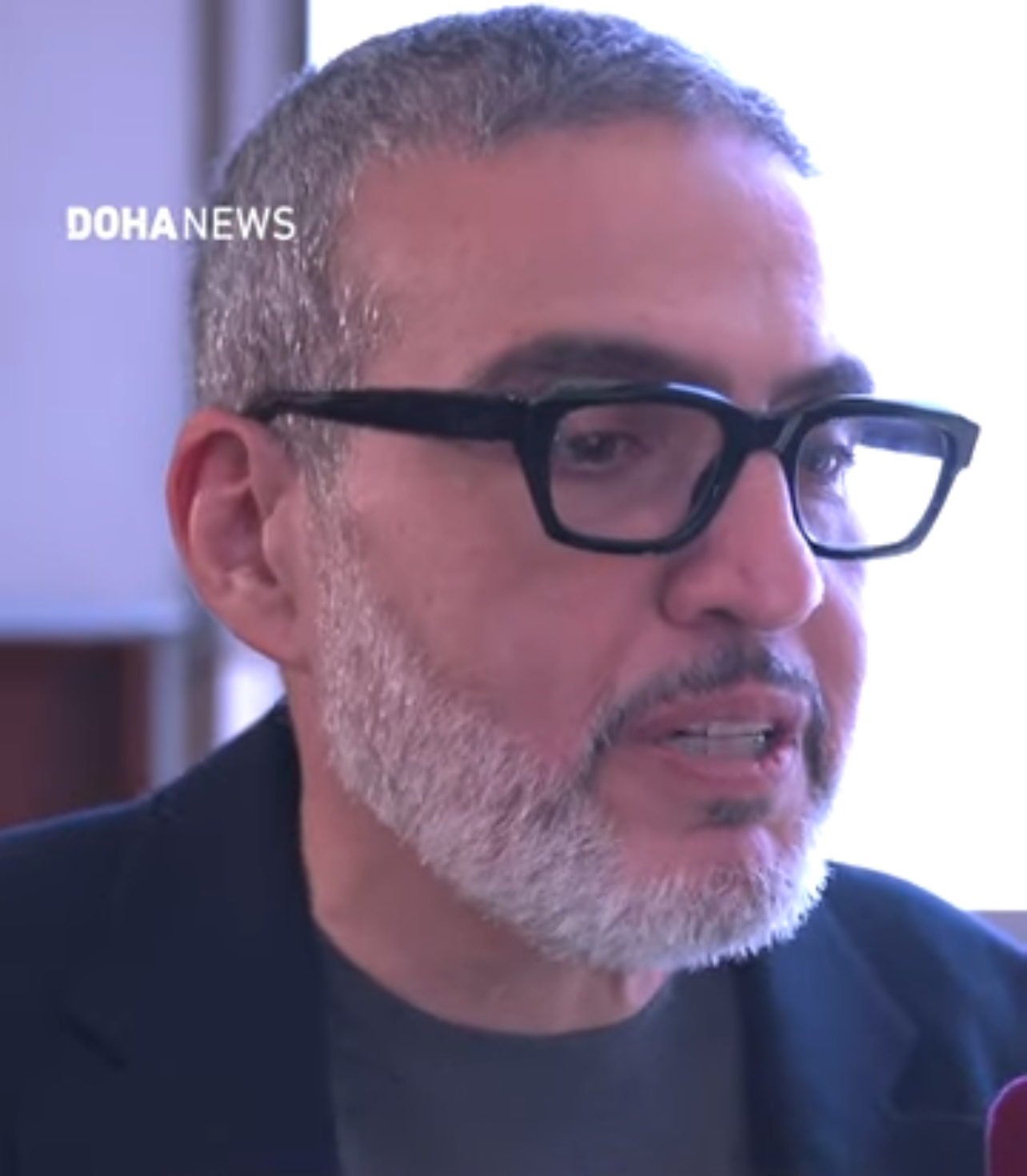
Abu-Sittah im Jahr 2023

Ghassan Soleiman Abu-Sittah (arabisch غسان أبو ستة, DMG Ġassān Abū Sitta; geboren 1968/1969) ist ein britisch-palästinensischer plastischer und rekonstruktiver Chirurg, der sich auf kraniofaziale Chirurgie, ästhetische Chirurgie, Lippen-Kiefer-Gaumenspaltenchirurgie und traumabedingte Verletzungen spezialisiert hat. Er ist auch derzeitiger Rektor der Universität von Glasgow (Stand 5/2024).
Abu-Sittah ist bekannt dafür, medizinische Hilfe als Chirurg in Konfliktzonen zu leisten, insbesondere im Gazastreifen. Er besuchte den Gazastreifen erstmals als Medizinstudent während der Ersten Intifada im Jahr 1989 und war Mitglied von Medical Aid for Palestinians während der Zweiten Intifada ab 2000. Er reiste auch während des Krieges von 2008–2009, der Operation von 2012, des Krieges von 2014 und des Großen Marsches der Rückkehr von 2018 nach Gaza. Abu-Sittah hat auch medizinische Hilfe in den Kriegsgebieten im Irak, Libanon, Syrien und Jemen geleistet.
Abu-Sittah kehrte nach dem Beginn des Israel-Hamas-Krieges von 2023 in den Gazastreifen zurück, wo er medizinische Hilfe für Ärzte ohne Grenzen im Al-Shifa-Krankenhaus leistete. Er hat mit Nachrichtenagenturen gesprochen und an Pressekonferenzen teilgenommen, in denen er über seine Erfahrungen sprach. Im Januar 2024 reiste er nach Den Haag, um sich mit Ermittlern des Internationalen Strafgerichtshofs (ICC) zu treffen. Im April 2024 wurde er zum Rektor der Universität Glasgow gewählt.

## Frühes Leben und Ausbildung
Abu-Sittah wurde in Kuwait in eine palästinensische Familie geboren.
Im Jahr 1988 folgte Abu-Sittah den Fußstapfen seines Vaters und studierte Medizin an Universität von Glasgow. Anschließend absolvierte er eine postgraduale Facharztausbildung in London. Er absolvierte drei Fellowships: Pädiatrische Kraniofaziale Chirurgie und Lippen-Kiefer-Gaumenspaltenchirurgie am Great Ormond Street Hospital for Sick Kids (GOS) und Traumarekonstruktion am Royal London Hospital.

## Karriere
Nach dem Abschluss seines Studiums begann Abu-Sittah für den National Health Service (NHS) zu arbeiten.
Von 2012 bis September 2020 arbeitete er als Direktor der Abteilung für Plastische und Rekonstruktive Chirurgie des Krankenhauses. 2015 war er Mitbegründer und Mitdirektor des Conflict Medicine Program am Global Health Institute der AUB. 2021 arbeitete Abu-Sittah als Dozent am Centre for Blast Injury Studies am Imperial College London.
Im Januar 2011 trat Abu-Sittah in die Fakultät des American University of Beirut Hospital ein und zog nach Beirut um. Er leistete auch Fernunterstützung für Chirurgen, die im Gazastreifen arbeiteten.  Während seines Aufenthalts im Libanon zeigte Abu Sitah sein Interesse an der palästinensischen Politik, indem er Meinungsbeiträge für lokale Zeitungen verfasste.
Abu-Sittah besuchte den Gazastreifen erstmals als Medizinstudent während der Ersten Intifada im Jahr 1989. Er wurde durch Ang Swee Chai dazu inspiriert, sich auf Konfliktmedizin zu konzentrieren. Abu-Sittah reiste als Mitglied von Medical Aid for Palestinians nach Gaza, um medizinische Hilfe während der Zweiten Intifada, des Gaza-Krieges von 2008–2009, der israelischen Operation im Gazastreifen von 2012, des Gaza-Krieges von 2014 und der Gaza-Grenzproteste von 2018–2019 zu leisten. Er hat auch in Kriegsgebieten im Irak, Libanon, Syrien und Jemen gearbeitet.
Abu-Sittah war Herausgeber und Mitautor des Buches Reconstructing the War Injured Patient (2017) und The War Injured Child: From Point of Injury Treatment Through Management and Continuum of Care (2023). Er ist Treuhänder des Institute for Palestine Studies.

## Israel-Hamas-Krieg
Am 9. Oktober 2023 kehrte Abu-Sittah mit Beginn des Israel-Hamas-Krieges in den Gazastreifen zurück. Er berichtete Vogue Arabia, dass er medizinische Hilfe mit Ärzte ohne Grenzen im Al-Shifa-Krankenhaus und im Al-Ahli Arabischen Krankenhaus geleistet habe und Opfer des Konflikts operiert habe. Er war Zeuge des Krieges, sprach mit Nachrichtenagenturen und veröffentlichte Updates auf Twitter über das Krankenhaus und einige der Patienten (Belagerung des Al-Shifa-Krankenhauses).
Am 16. Oktober 2023 wurde Abu-Sittahs Familie in London von der Metropolitan Police zu seiner Arbeit im Gazastreifen befragt.
Am 18. November kehrte Abu-Sittah nach 43 Tagen nach London zurück, wo er eine Pressekonferenz abhielt und über seine Erfahrungen sprach. Während der Pressekonferenz gab er Zeugnis dafür, dass er Patienten behandelt habe, die an Verbrennungen durch Phosphorbomben litten, was die israelische Armee bestreitet.
Abu-Sittah arbeitete mit New Scotland Yard zusammen, um sein Zeugnis über die Situation im Gazastreifen zu teilen. Im Januar 2024 reiste er nach Den Haag, um sich mit Ermittlern des Internationalen Strafgerichtshofs (ICC) zu treffen.
Am 26. März 2024 wurde Abu-Sittah zum Rektor seiner Alma Mater, der Universität von Glasgow, gewählt und erhielt 80 Prozent der Stimmen.
Abu-Sittah sprach bei einer Zeremonie zum einjährigen Todestag von Maher Al-Yamani, dem Mitbegründer der Volksfront zur Befreiung Palästinas im Jahr 2020. Ein Video zeigt Abu-Sittah, wie er während einer Trauerrede zu weinen scheint und dabei die Worte sagt: „Das ist unser einziger Trost: Auch wenn Maher geht, werden die Israelis vor Maher Angst haben.“
Im März 2024 sandte die britische NGO UK Lawyers for Israel (eine in Großbritannien ansässige, pro-israelische rechtliche Lobbygruppe) einen offenen Brief an die Universität von Glasgow, der eine Überprüfung von Abu-Sittahs öffentlichen Kommentaren in sozialen Medien enthielt. Der Brief beschuldigte Abu-Sittah, „ein Bild zu verbreiten, das den Anführer der al-Aqsa-Märtyrerbrigaden, Nasser Abu Hamid, am Tag nach seinem Tod zeigt, wie er mit einem Maschinengewehr, das mit Blut getränkt ist, geehrt wird.“ Er schrieb auch einen Artikel, in dem er um den palästinensischen Militanten Abu Hamid trauerte, der zu lebenslanger Haft verurteilt wurde, nachdem er wegen siebenfachen Mordes verurteilt worden war. The Times berichtete, dass Abu-Sittah die israelische Führung mit „der Psychose der Deutschen in den 30er und 40er Jahren“ verglichen habe, und charakterisierte die westlichen Unterstützermächte, darunter die USA, Großbritannien, Deutschland, Frankreich, Australien und Kanada, als „die Achse des Völkermords“. Der Brief von UK Lawyers for Israel beschuldigte Abu-Sittah auch, ein Bild gepostet zu haben, das Israel mit den Nazis vergleicht. Seit Erhalt des Briefes von UK Lawyers for Israel hat die University of Glasgow eine Untersuchung gegen Abu-Sittah eingeleitet.
Im April 2024 wurde Abu-Sittah die Einreise nach Deutschland verweigert, als er versuchte, am Palästina-Kongress in Berlin teilzunehmen. Kurz darauf wurde die Veranstaltung von der Berliner Polizei geschlossen, die sie mit der Begründung absagte, dass Salman Abu Sitta, der Onkel von Ghassan Abu Sittah und einer der Veranstaltungssprecher, „in Deutschland politisch nicht aktiv sein darf“. Die Organisatoren der Veranstaltung waren über dieses Verbot nicht informiert worden.
Am 4. Mai 2024 wurde Abu-Sittah die Einreise nach Frankreich verweigert. Er sollte auf Einladung der Grünen Senatorin Raymonde Poncet Monge hin vor dem französischen Senat sprechen, doch nach seiner Landung am Flughafen Charles de Gaulle in Paris teilten ihm die französischen Grenzbehörden mit, die deutsche Regierung habe ein Schengen-weites Einreiseverbot gegen ihn verhängt. Die französische Senatorin Raymonde Poncet Monge (Europe Écologie-Les Verts), eine der Organisatorinnen der geplanten Veranstaltung, sagte:
„Wie kann Deutschland Einreiseverbote für den gesamten Schengen-Raum erlassen? Das ist völlig verrückt! Es ist ein neuer Schritt in der Unterdrückung von allem, was mit Palästina zu tun hat.“

Das International Centre of Justice for Palestinians (ICJP), eine unabhängige Organisation von Anwälten, Politikern und Akademikern, die sich für die Rechte der Palästinenser einsetzen, bezeichnete seine Verhaftung als „inakzeptable Verfolgung eines weltweit angesehenen Mediziners“ und schrieb:
„Die Deutschen bringen vorsätzlich einen wichtigen Zeugen für Israels Kriegsverbrechen zum Schweigen. Dies folgt auf ihre Aktion vom 12. April, als sie Dr. Abu-Sitta die Einreise nach Berlin verweigerten, als er am Palästina-Kongress teilnehmen sollte – eine Veranstaltung, die die deutsche Polizei später auflöste.“
Eine Anfrage eines Privatbürgers, wodurch sich das Einreiseverbot Abu-Sittahs begründe, wurde mit einem „Verweis auf unspezifizierte geheimdienstliche Erkenntnisse abgelehnt“.
Das Verwaltungsgericht Potsdam erklärte am 14. Mai 2024 die Maßnahmen gegen Abu-Sittah für rechtswidrig.

## Privatleben
Seit 2023 lebt er mit seiner Frau und seinen drei Söhnen in Ost-London.

## Bibliographie
- The War Injured Child: From Point of Injury Treatment Through Management and Continuum of Care. Herausgegeben von Ghassan Soleiman Abu-Sittah, Jamal J. Hoballah. 1. Aufl. 2023. Cham, Schweiz: Springer, 2023.

- Reconstructing the war Injured patient. Herausgegeben von Ghassan Soleiman Abu-Sittah, Jamal J. Hoballah, Joseph Bakhach. Cham, Schweiz: Springer, 2017.